# Moby Doll
Moby Doll est une orque mâle qui est l'une des premières à avoir été capturée.

## Biographie
Le sculpteur Samuel Burich reçoit la commande de l'aquarium de Vancouver de tuer une orque pour en construire une reproduction grandeur nature. L'orque qui deviendra connue sous le nom de Moby Doll est harponnée par Burich en 1964 près de l'île Saturna en Colombie-Britannique, mais cela ne la tue pas. Elle est donc remorquée blessée à Vancouver sur demande du directeur de l'aquarium Murray Newman (en) dans le but de pouvoir la présenter au public.
Le manque de connaissance sur les orques rend difficile le fait de nourrir l'animal avec des proies adéquates. L'animal semble en outre vivre très mal sa capture, ainsi il ne s'alimente pas les deux premiers mois avant de manger.
Cette présentation en captivité d'une orque est la première occasion pour les scientifiques d'en apprendre plus sur cette espèce et initie un changement de mentalité du public sur l'animal,. À ce titre, elle est parfois surnommée « l'orque qui a changé le monde ».